# Roger Etchegaray
Roger Marie Élie Etchegaray  (1922 – 2019)  là một Hồng y người Pháp của Giáo hội Công giáo Roma.
Etchegaray từng là tổng giám mục của Marseille từ năm 1970 đến năm 1985 trước khi vào giáo triều Rôma, nơi ông từng đảm trách vai trò Chủ tịch Hội đồng Giáo hoàng về Công lý và Hòa bình (1984–1998) và Chủ tịch Hội đồng Giáo hoàng Đồng Tâm (Cor Unum; 1984–1995). Ông được thăng tước vị hồng y trong Công nghị Hồng y năm 1979.
Hồng y Etchegaray gây chú ý của khán giả quốc tế vào đêm Giáng sinh năm 2009, khi ông bị thương nặng trong một cuộc tấn công bất thành vào Giáo hoàng Biển Đức XVI khi họ cử hành Thánh Lễ tại Vương cung thánh đường Thánh Phêrô. Etchegaray đã phải nhập viện do gãy xương.

## Tiểu sử

### Thiếu thời và được truyền chứclinh mục
Hồng y Etchegaray sinh ra ở bắc nước Pháp, có cha mẹ là ông Jean-Batiste và bà Aurelie Etchegaray. Ông là con cả trong gia đình gồm ba người con và hai em ông là Jean và Maite. Thân phụ ông hành nghề thợ cơ khí nông nghiệp.
Etchegaray theo học tại tiểu chủng viện ở Ustaritz và đại chủng viện ở Bayonne trước khi theo học tại Đại học Giáo hoàng Gregorian ở Rome, nơi ông nhận văn bằng cử nhân Thần học Thánh Kinh và một văn bằng khác về tiến sĩ Luật. Ông được thụ phong linh mục bởi Giám mục Jean-Pierre Saint vào ngày 13 tháng 7 năm 1947.

### Cuộc đời linh mục và Giám mục
Sau khi được truyền chức linh mục, linh mục Etchegaray làm việc mục vụ tại Giáo phận Bayonne, cũng phục vụ trong vai trò thư ký cho Giám mục Léon-Albert Terrier và tổng đại diện Giáo phận. Sau đó, ông từng đảm trách vai trò phó Chủ tịch (1961–1966) và sau đó Tổng thư ký (1966–1970) của Hội đồng Giám mục Pháp.
Ngày 29 tháng 3 năm 1969, linh mục Etchegaray được bổ nhiệm làm Giám mục phụ tá của Paris, danh nghĩa Giám mục Hiệu tòa Gemellae ở Numidia bởi Giáo hoàng Phaolô VI. Ông đã được tấn phong giám mục vào ngày 27 tháng 5 bởi chủ phong là Hồng y François Marty, và phụ phong là Giám mục Paul Gouyon Władysław Rubin tại Nhà thờ Notre–Dame.

### Tổng giám mục và Hồng y
Etchegaray là Tổng giám mục Marseille từ năm 1970 đến năm 1985, và được vinh thăng với tước vị Hồng y đẳng Linh mục nhà thờ S. Leone bởi Giáo hoàng Gioan Phaolô II trong nghị công Hồng y năm 1979. Sau đó, hồng y Etchegaray là Chủ tịch Hội đồng Giáo hoàng về Công lý và Hòa bình trong giai đoạn từ năm 1984 đến năm 1998 và Chủ tịch Hội đồng Giáo hoàng Đồng Tâm (Cor Unum) trong giia đoạn từ năm 1984 đến năm 1995. Ngày 24 tháng 6 năm 1998, ông được bổ nhiệm làm Hồng y Đẳng Giám mục, với Nhà thờ Hiệu tòa Porto–Santa Rufina, và được bầu làm Phó Niên trưởng Hồng y Đoàn trong cuộc bầu cử chọn tân Giáo hoàng Biển Đức XVI vào năm 2005.
Etchegaray là hồng y thâm niên nhất không bao giờ tham gia mật nghị bầu tân giáo hoàng nào. Ngày 26 tháng 11 năm 2008 ông đã vượt qua kỉ lục này của Hồng y Giacomo Antonelli, thư ký Hồng y lâu năm của nhà nước Vatican thời Giáo hoàng Piô IX, người làm hồng y hai mươi chín năm nằm trọn trong suốt ba mươi mốt năm dài triều đại Giáo hoàng Piô IX. Ông trọn tám mươi tuổi vào ngày 25 tháng 09 năm 2002, và do đó, không còn đủ điều kiện để tham dự mật nghị để lựa chọn tân giáo hoàng. Chính vì lý do này, Hồng y Etchegaray không tham gia vào các mật nghị năm 2005, bầu Giáo hoàng Biển Đức XVI và năm 2013 chọn Giáo hoàng Phanxicô.
Etchegaray vẫn phục vụ với chức vị Hồng y Giám mục Porto-Santa Rufina. Ông đã thôi giữ chức Phó Niên trưởng Hồng y đoàn vào năm 2017. 
Hồng y Roger Etchegaray qua đời ngày 2 tháng 9 năm 2019, thọ 97 tuổi.

## Vai trò ngoại giao

### Đối với Chính Thống giáo
Thập giá của Thánh Anrê tông đồ đã được trình lên Giám mục của Patras Nicôđêmô bởi một phái đoàn Công giáo dẫn đầu bởi Hồng y Etchegaray. Tất cả các di vật, trong đó bao gồm những ngón tay nhỏ, hộp sọ (phần trên cùng của hộp sọ của Thánh Anrê), và thập giá mà ông chịu tử đạo, đã được lưu giữ trong nhà thờ Thánh Andrew tại Patras trong một đặc biệt đền thờ và được tôn kính trong một buổi lễ đặc biệt mỗi ngày 30 tháng 11, ngày lễ của kính thánh Anrê.
Năm 2006, Giáo hội Công giáo, một lần nữa thông qua Hồng y Etchegaray gửi tặng Giáo hội Chính thống Hy Lạp một di vật của Thánh Anrê.

### Cuộc xâm lược củaMỹởIraq
Vatican phản đối Mỹ xâm lược Iraq năm 2003 và gửi Hồng y Etchegaray đến như một sứ giả để thuyết phục chính quyền Iraq hợp tác với Liên Hợp Quốc để tránh chiến tranh.

## Bị thương trong cuộc tấn công nhằm vào Giáo hoàng
Vào ngày 24 tháng 12 năm 2009, Hồng y Etchegaray bị đánh ngã cùng với Giáo hoàng Biển Đức XVI khi một người phụ nữ có quốc tịch Ý và Thụy Sĩ 25 tuổi tên là Susanna Maiolo nhảy qua một rào cản và vật lộn với Giáo hoàng vào thời điểm giáo hoàng cử hành Thánh lễ đêm Giáng sinh tại nhà thờ Thánh Phêrô. Giáo hoàng dường như không bị thương, nhưng Etchegaray bị gãy chân và hông trong vụ việc này. Cá nhân hồng y Etchegaray đứng cách vài mét so với Giáo hoàng và bị đánh gục trong vụ ẩu đả. Vatican tuyên bố Maiolo có "tâm lý không ổn định" và đã từng lao vào Giáo hoàng trước đó.

## Bị ngã khi chào Giáo hoàng
Vào tháng 10 năm 2015, khi chào Giáo hoàng Phanxicô, Hồng y Etchegaray bị mất thăng bằng và té ngã, và ông phải vào viện chữa trị.